# マラガラシ川
マラガラシ川は、アフリカのタンガニーカ湖へ注ぎ込む河川である。

## 名称
かつて、この川の流域に住んでいた部族が、川の悪霊を「マラガラシ」と呼んでいた。つまり、悪霊の名前が付けられた川なのである。

## 流路

### 過去
アフリカ大地溝帯が活動を開始する前は、当然の如くタンガニーカ湖も存在していなかった。その時期のマラガラシ川は、恐らくコンゴ川の支流の1つであったのだろうと考えられている。と言うのも、タンガニーカ湖には棲息していないのに、他のコンゴ川水系の河川に棲息している魚類が、マラガラシ川の流域にも数種ながら棲息しているのである。
そして、きっとマラガラシ川とルングワ川の上流部の中には、アフリカ大地溝帯が活動を開始する以前から残存している場所も有るのではないかという説も存在する。ただ少なくとも、マラガラシ川の流域にはドドマベルトと呼ばれる、原生代や先カンブリア紀の岩石を含んだ場所が現存する事だけは、確かである。
この古代のコンゴ川が流れていた場所の一部で、アフリカ大地溝帯が活動を開始し、タンガニーカ湖が出現した。これによってマラガラシ川は、タンガニーカ湖へ注ぐ河川に変った。マラガラシ川は、このタンガニーカ湖の水位を、100 mから200 m変動させた原因の1つだと考えられており、少なくとも、タンガニーカ湖の水位が大きく変動した証拠が、マラガラシ川の堆積物から発見された。
参考までに、タンガニーカ湖の水位変動は、19世紀に実際に観察された。現在のタンガニーカ湖から流出する唯一の河川であるルクガ川への流出口が、1837年に発生した大規模な地滑りによって閉鎖されて、1878年までタンガニーカ湖からの流出河川が1本も無くなったため、現在のタンガニーカ湖と比べて、その水位が10 m上昇した。しかし1878年に再びタンガニーカ湖からルクガ川へと湖水の流出が始まり、その後、地滑りの堆積物が侵食されていった結果、徐々にタンガニーカ湖の水位は、1837年以前の水準に戻り、そのまま21世紀初頭まで推移してきた。

### 現在

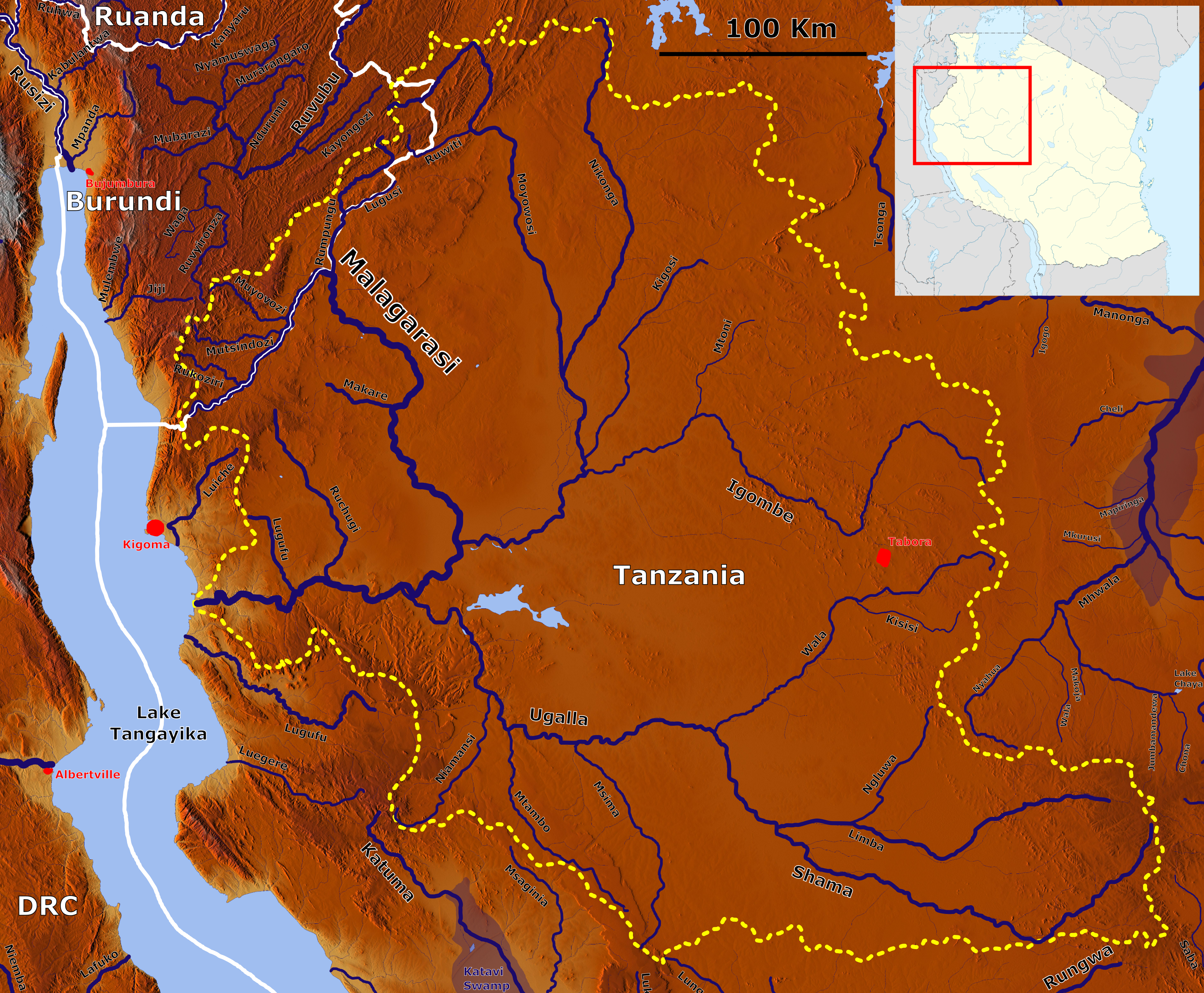
マラガラシ川の流域図と、主な支流。タンガニーカ湖の東岸へと注いでいる。なお、源流からタンガニーカ湖への直線距離と比して、東へ大回りしている点が特徴である。流路の一部はブルンジとタンザニアとの自然国境として利用されている。

#### 分水界
現在のマラガラシ川の集水域は、約13万 km2に達する。このマラガラシ川の集水域の面積は、タンガニーカ湖へ注ぐ1本の河川が有する集水域としては最大である。タンガニーカ湖全体の集水域の約3割は、このマラガラシ川の集水域によって占められている。
マラガラシ川の集水域の北端は、ビクトリア湖の集水域と接している。同じく集水域の東端は、アフリカ大地溝帯の一部であるSouthern Eastern Riftの近くである。そして集水域の南端は、ルクワ湖の集水域と接している。なお、タンガニーカ湖が河口である事から自明だが、このマラガラシ川の集水域は、西に位置するタンガニーカ湖で終わる。

#### 流路
現在のマラガラシ川は、流路長が475 kmであり、これはタンザニア国内では2番目に長い河川である。源流はタンザニアとブルンジとの国境付近に存在する。この場所から、西のタンガニーカ湖へは直線的に流れ降るのではなく、東や南へと大回りをしている。この源流付近から約80 kmに亘って、タンザニアとブルンジとの自然国境として利用されている。この関係で、幾つかの支流は、ブルンジ側の高原から流れ降ってきている。なお、マラガラシ川の主要な支流の1つとして、ルンプング川が挙げられる。このルンプング川と合流した付近から下流側で、マラガラシ川はタンザニアへと入る。
マラガラシ川には、ルチュギ川、ウガラ川、ゴンべ川やングヤ川など、多数の支流が存在するものの、総じて、それほど流量は多くない。最重要の支流はマラガラシ川の河口から約80&kmの所で合流してくるモヨウォシ川であり、他に流量の多い支流としてはニコンゴ川が挙げられる。
これらの支流と合流した後にマラガラシ川は、タンガニーカ湖へ南緯5度15分23秒 東経29度48分6秒 / 南緯5.25639度 東経29.80167度で注ぎ込む。この場所はタンザニアのキゴマ州内だが、キゴマ州の州都であるキゴマからは南に40 km程の距離であり、ちょうどイラガラと呼ばれる場所の近くに当たる。
なお、タンガニーカへと流れ込む河川としては、その流量が最多なのがマラガラシ川である。参考までに、ムベラグレ付近で計測した結果によれば、ここでのマラガラシ川の流量は、6.9 (km3/年)に達する。しかしながら、タンガニーカ湖は面積が広いだけでなく、大変に深い湖であり、その貯水量は約18900 km3に達する。このように、タンガニーカ湖にとっては流入量が最多の河川であるマラガラシ川と言えど、タンガニーカ湖の貯水量から見れば、微々たる水量に過ぎない。

## 流域の気候と水量
現在のマラガラシ川流域は、ケッペンの気候区分において、広い範囲がサバナ気候に分類される。サバナ気候は、地球が地軸を傾けたまま太陽を公転しているために、たとえ同じ緯度であっても、太陽から受け取るエネルギー密度が、公転軌道上の地球の位置に応じて変化するため、赤道低圧帯が南北に移動して、雨の降り方が変わる。結果として、雨季と乾季が繰り返される場所が、このサバナ気候である。したがって、マラガラシ川水系は、雨季と乾季とで、その水量が大きく変化する。そして、普段は流量の少ない河川でも、大雨によって大氾濫を引き起こす場合があるために、濁流が大量の土砂を運搬して堆積物を増加させるために、河川流域での農業や林業に影響を及ぼしたりもする。

## 自然保護区の設定
マラガラシ川の流域の沼沢地の中には「マラガラシ・ムヨボジ湿地帯」として、2000年4月13日に、ラムサール条約に登録された場所が存在する。これはタンザニア国内では、第1号の登録地である。登録範囲は、約3,250,000 ha （32,500 km2）に及ぶ。また、2013年3月14日にブルンジ領内のマラガラシ川の流域の800 haの湿地帯も「マラガラシ自然保護区」としてラムサール条約に登録された。

### マラガラシ・ムヨボジ湿地帯
マラガラシ・ムヨボジ湿地帯とは、マラガラシ川の中流域に見られる沼沢地である。具体的には、マラガラシ川の河口から約80 km上流に当たる、ムヨボジ川がマラガラシ川へと合流してくる付近には、まるで沼や川が迷路のような状態の場所が見られたり、乾季には草原の場所が雨季には水に浸かる場所も見られる。他にも、ゴンべ川やウガラ川などを含めた支流がマラガラシ川へと合流してくる付近も、このような湿地帯が見られる場所である。いずれも、標高は約1200 m程度の場所に存在する。
なお、この沼沢地には、乾季の間だけ湖に変わり、雨季には川へと変化する場所、例えば、サガラ湖やニャマゴマ湖のような場所が、約2500 km2含まれる。また、常に沼地の状態である場所が、約2000 km2含まれる。雨季には周辺の草地などへも氾濫し、例年15000 km2以上の周辺部が水に浸かる。

### ザンベジ地方の氾濫原
マラガラシ・ムヨボジ湿地帯の中央部を流れるウガラ川の場合は、その上流域や中流域で、長さ120 km、幅50 kmに亘って、氾濫原を有する。ウガラ川の広い氾濫原などは、ザンベジ地方の氾濫原（Zambezian flooded grasslands）と呼ばれる場合もある。

## 生物相

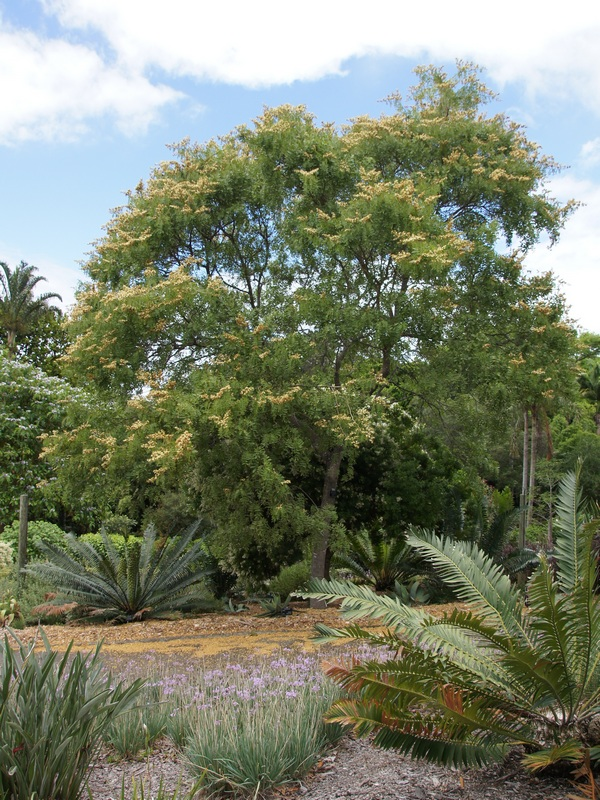
マラガラシ川流域で一般的に見られる樹種の1つ。

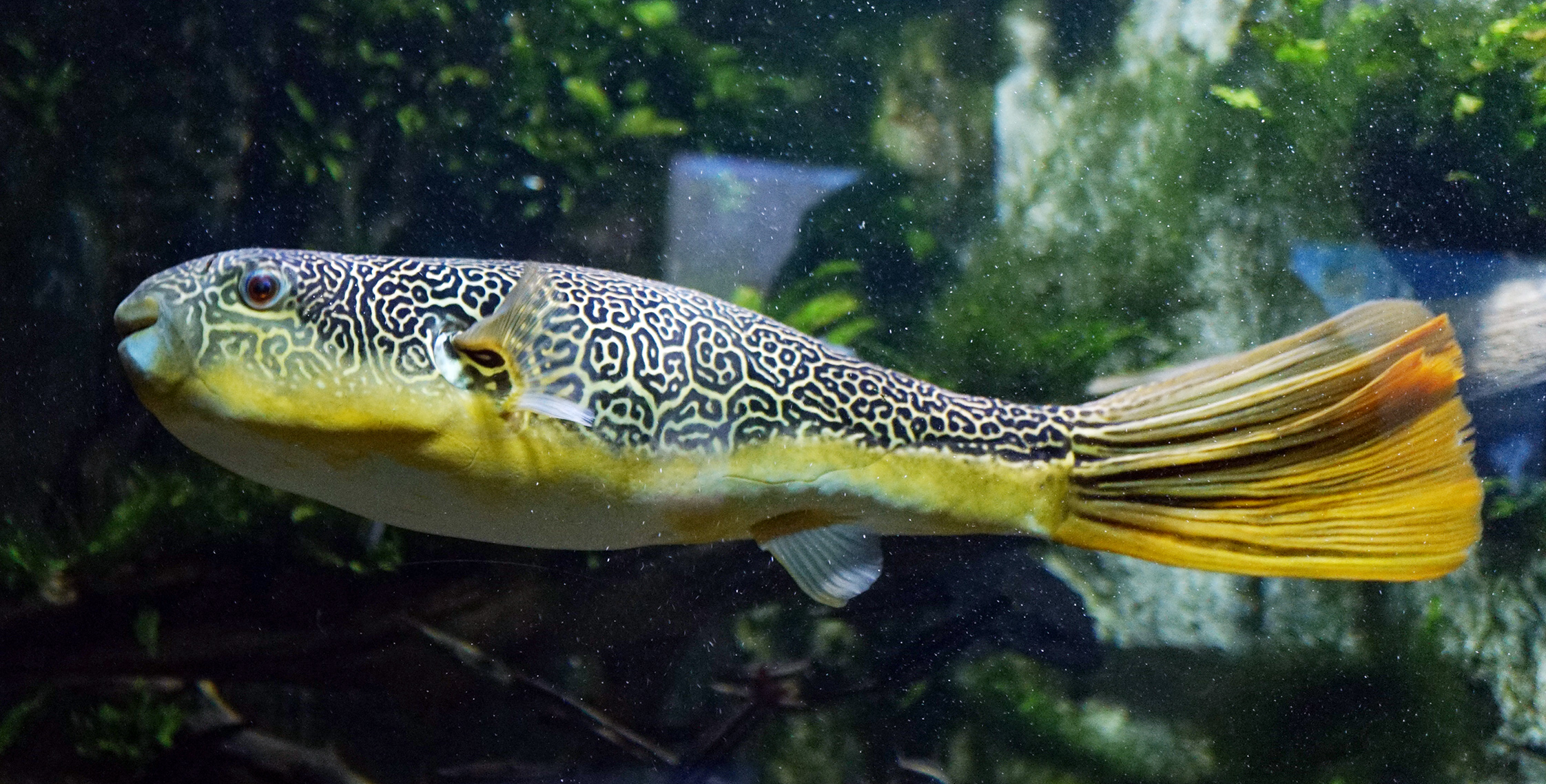
マラガラシ川にもいる、Tetraodon mbu。

### 植物相
マラガラシ川流域で見られる一般的な樹木としては、Brachystegia spiciformisとJulbernardia globifloraが挙げられる。さらに、Albizia gummifera、Bridelia micrantha、カミガヤツリ、ジャッカルベリー、エジプトイチジク、Ficus verruculosa、イソベルリニア属に属する複数の種、Khaya senegalensis、アフリカイナゴマメ、セネガルヤシ、Syzygium cordatum、Syzygium owarienseと言った植物も見られる。
また、マラガラシ川流域で目立つ草としては、ヒエ属に属する複数の種、Hyparrhenia属に属する複数の種、メガルカヤ属に属する複数の種が挙げられる。

### 動物相
マラガラシ川には「マラガラシの小魚」とも呼ばれる固有種のMesobola spiniferと言う魚類が棲息している。
また、マラガラシ川の流域には、タンガニーカ湖には棲息していないのに、他のコンゴ川水系の河川に棲息している魚類が数種棲息している。例えば、淡水に住むフグ科テトラオドン属のTetraodon mbuは、ザイール盆地の河川とマラガラシ川の両方に棲息している。

### マラガラシ・ムヨボジ湿地帯の生物相

#### 湿地帯の植物相
この地域で一般的に見られる水辺の草としては、カミガヤツリと、Oryza barthiiが挙げられる。なお、常に沼地の見られる場所の近くには、Vossia属に属する植物が見られる。また、雨季の間だけ水に浸かる草原には、比較的多量の水に覆われる場所にはEchinochloa pyramidalisや、Echinochloa haplocladaのような、ヒエ属に属する植物が見られ、水に覆われても水量が限られる場所にはHyparrhenia rufaのような、Hyparrhenia属に属する植物が見られる。
これら以外に、川の氾濫原の草原で一般的に見られる草としては、メガルカヤや、メリケンカルカヤ属に属する複数の種、メヒシバ属に属する複数の種、スズメガヤ属に属する複数の種、エノコログサ属に属する複数の種、ネズミノオ属に属する複数の種が挙げられる。
また、この氾濫原では、まばらに樹木も見られる。ここで見られる木々としては、Combretum fragrans、Combretum obovatum、Combretum purpureifが見られる。なお、厳密には樹木ではないものの、背の低いヤシであるアフリカオウギヤシも所々に見られる。
ただし、湿地帯の中と言えど、湿地帯の中に点在する水が漬かない小高い場所には、周辺地域で普通に見られるような森が存在する。

#### 湿地帯の動物相
例えば、地下水位が高く常に沼地の状態を維持する場所や、雨季には水が流れるものの乾季には池として残存する場所などは、まるでビオトープのような役割を果たす。ここの湿地帯にはPollimyrus nigricansなどの絶滅が危惧されている種や、固有種の魚類が50種程度棲息している以外に、食用魚として利用できる種も見られる。
魚類以外でも、絶滅が危惧されている陸上動物が、この地域では何種類も見られる。例えば、ハシビロコウ、ホオカザリヅル、カバ、ウォーターバック、アフリカゾウ、Mecistops leptorhynchus、シタツンガ、ホオジロカンムリヅル、ハダダトキ、サメハクセキレイなどが挙げられる。ただ、この湿地帯で見られる季節性の水量の変化は、例えば、カバなどの密猟にも関係してきた。

## 人文
19世紀終盤にワビンザ人は、ニャムウェジ人と同化されないようにするために、川が自然に形成した砂洲を利用して、マラガラシ川の左岸で渡し舟を運営していた。これに加えて、マラガラシ川の右岸ではワンゴニ人が、同様に渡し舟を運営していた。
なお、この川の流域にもヨーロッパ人が来て「探検」を行い侵入し、植民地支配が実施された。参考までに、ヘンリー・モートン・スタンリーはキリスト教布教も含めて、ヨーロッパ諸国によるアフリカ植民地支配のための侵略の尖兵として、重要な役割を果たした人物の1人である。彼は、この川の流域のウビンザやウガラなども訪れた。